# 茹法珍
茹法珍（？—501年），會稽郡人。南齊東昏侯蕭寶卷的倖臣，一度因著東昏侯怠政而掌握朝權，蕭穎冑參與蕭衍起兵時正以茹法珍為檄文討伐對象。蕭衍攻下建康後將茹法珍等倖臣處死。

## 生平
茹法珍前事不詳，但在東昏侯在位時他和梅蟲兒就同任制局監，皆得東昏侯寵信。永元元年（499年），東昏侯召司空徐孝嗣、尚書僕射沈文季等到華林省賜死時，便由茹法珍親送毒藥去逼令他們服下。其時另一得東昏侯寵信的直閤驍騎將軍徐世檦雖然一直主掌多次東昏侯清除大臣的軍事行動，但他亦嫌東昏侯昏庸，曾向茹法珍及梅蟲兒表達過廢立的意願。而茹法珍和梅蟲兒因與徐世檦爭權，最後特別將徐世檦的言論向東昏侯告發，最終令東昏侯在永元二年（500年）誅殺了徐世檦。徐世檦死後，茹法珍與梅蟲兒二人並兼外監，主力傳達敕令和詔命，與專掌文翰的中書舍人王咺之等人聯結起來達到廿多人的集團掌握權。同年平西將軍崔慧景起事失敗，茹法珍以功受封餘干縣男。
同年平西將軍崔慧景起事，但遭入援建康的豫州刺史蕭懿擊敗，戰後東昏侯任命蕭懿為尚書令。當時蕭懿兄弟在朝中多有勢力，茹法珍和王咺之卻忌憚蕭懿，反向東昏侯表示蕭懿有廢立之心，並即將行動。東昏侯也猜疑蕭懿，於是將蕭懿賜死，蕭懿弟雍州刺史蕭衍因兄長被殺而起兵，聯結了荊州行事蕭穎冑，蕭穎冑所發檄文就更以茹法珍和梅蟲兒為討伐對象。永元三年（501年），東昏侯命中書舍人馮元嗣監軍出援郢城；然而當時在建康的新任雍州刺史張欣泰與弟張欣時卻連結一些禁軍將領密謀廢立，更藉茹法珍等人在中興堂為馮元嗣送行的機會襲擊眾人，打算諸倖臣不在時後東昏侯會讓張欣泰總管討伐事務，遂讓張欣泰和在石頭城迎蕭寶寅的王靈秀等人裏應外合。不過，茹法珍僥倖逃命，並成功回宮，東昏侯遂將討伐事務交給茹法珍打點，張欣泰等人事敗，不久圖謀被揭而被殺。蕭衍及後兵臨建康，時王珍國據守朱雀桁，卻因東昏侯所派去督戰的宦官王寶孫辱罵諸將而令本已潰散的軍心直接崩潰，守軍只得退守宮城。面對進而圍城的蕭衍軍，茹法珍等人恐懼士兵逃散，一度不敢派兵出擊，待蕭衍軍成功做好長期圍困工事後已無法撼動。同時茹法珍亦勸東昏侯對將士大加賞賜以鼓舞士氣，甚至叩頭相請，惟東昏侯不捨得，反指責茹法珍。圍困日久下宮城中本已鬥志全失，人人皆想出降，而茹法珍和梅蟲兒又將無法解圍的責任推到主理大臣身上，勸東昏侯殺了他們﹐矛頭直指指揮守軍的王珍國及作為副手的張稷，二人在恐懼之下也都圖謀弒君，遂領兵攻宮城，東昏侯被張稷心腹張齊所殺並送首蕭衍，蕭衍獲勝並主掌朝政，亦處死包括茹法珍以內一眾東昏侯倖臣。

## 掌權狀況
東昏侯即位之初朝事仍受蕭遙光、徐孝嗣等顧命大臣掌握，但在東昏侯消滅他們後便放縱生活，而茹法珍等這些在皇帝身邊的寒門人士憑藉東昏侯的怠政和恩倖，遂得以專掌國權，於是茹法珍等三十一名官員得以掌握旁落的權力，並在朝中濫權至蕭衍成功推翻東昏侯統治為止，計有約兩年多的時間。其中一項茹法珍在執行皇帝命令時濫權事例發生在平定崔慧景後，此時東昏侯特赦崔慧景曾經佔領的京師及南徐、南兗二州地區，不過到茹法珍等人操作時就根本不管特赦令，只挑有錢的人去當作叛亂餘黨處死、乘機侵吞其財富；相反一些貧窮但和之前起事者關係密切的就完全不管。這種胡亂處理餘黨的事在處理之前始安王蕭遙光及太尉陳顯達起事失敗後都有做。